# Juan Antonio Rosado Rodríguez
Juan Antonio Rosado Rodríguez (San Juan, 10 de diciembre de 1922- Ciudad de México, 27 de agosto de 1993) fue un compositor puertorriqueño de música solista, particularmente para piano, así como de música de cámara. Se desempeñó como profesor en la Escuela Nacional de música (hoy Facultad de Música de la Universidad Nacional Autónoma de México). En su obra predominan los instrumentos de viento. Compuso duetos, tríos, quintetos y para conjuntos con distintas combinaciones. Recibió un premio por su obra Rapsodia callejera (1956) y otro por un Trío para flauta, violonchelo y piano. Su lenguaje varió mucho: desde el pantonalismo con motivos de música afroantillana o jazz hasta el dodecafonismo serial y libre. Empleó el serialismo de modo muy personal, con mucha libertad, en especial cuando armonizaba melodías seriales.

## Semblanza biográfica
Nacido el 10 de diciembre de 1922, en San Juan, Puerto Rico, fue hijo de Juan Rosado, pintor independentista y bohemio. Realizó los estudios de primaria, secundaria, High School y dos años de arquitectura en su ciudad natal, donde también inició estudios de música. El maestro Juan Antonio Rosado Rodríguez escribió sus primeras obras a los catorce años. Colaboró con su padre en el taller de pintura, oficio en que se desempeñó con soltura. Junto con los pintores Rafael Tufiño y Antonio Maldonado, el chelista Luis García, y el pintor y cantante Luis Burgos, formó su ciudad natal un grupo dedicado al cultivo y difusión de las artes: L'Atelier.
Contaba con 25 años cuando se trasladó a la Ciudad de México para ingresar en la Escuela Nacional de Música (ENM) de la UNAM. Era el año de 1948. Se titula como Maestro en Composición en 1962, con la tesis "La influencia africana en el folklore musical de Latinoamérica". Entre sus profesores, destacan Estanislao Mejía y Pedro Michaca. Obtuvo una beca del Instituto de Cultura Puertorriqueña para estudiar con Rodolfo Halffter. Durante 14 años formó parte de la Sociedad Coral Universitaria, a cargo de Juan D. Tercero. Allí se desempeñó como tenor. Dicha Sociedad tuvo diversas presentaciones en la naciente televisión mexicana. En la ENM conoció a la pianista María de Lourdes Zacarías Azar, con quien contrajo matrimonio en 1961 y con quien tuvo dos hijos: el escritor Juan Antonio Rosado y el pintor Eduardo B. Rosado Z. Lourdes Zacarías llegó a ejecutar algunas obras para piano del autor boricua, quien se llegaría a considerar mexicano, si bien no logró obtener la nacionalidad.
En 1960 comienza su desempeño como profesor en la ENM. Realizó exámenes de oposición en Solfeo, Armonía y Contrapunto. Impartió asimismo talleres de composición y con otros profesores organizó algunos grupos, como el Círculo Universitario de Compositores y el Grupo X-1. En dicha institución educativa ocupó diversos cargos desde 1968. De dicho año a 1980 fue secretario académico; de 1982 a 1984 fungió como secretario auxiliar; en 1988 fue de nuevo secretario académico. También fue secretario del Consejo Técnico, así como miembro y presidente de varias comisiones dictaminadoras.
El maestro Rosado formó parte del Círculo Universitario de Compositores Silvestre Revueltas, del que fue miembro Manuel Enríquez y otros muchos. Obtuvo premios en concursos de composición, como el que organizó la Escuela Nacional de Música en 1960, a fin de conmemorar los 50 años de la Revolución Mexicana. El narrador y crítico de música Juan Vicente Melo, al hablar del Círculo de Compositores Universitarios, afirma que Rosado y Francisco Martínez Galnares son los que muestran rasgos personales más visibles.  En 1961, Melo escribirá que el Trío para flauta, cello y piano, de Rosado, "combina elementos nacionalistas (antillanos, mexicanos, jazzísticos) con reminiscencias del posromanticismo soviético".
El compositor siempre estuvo en busca de una expresión personal. En ciertas composiciones mezcla elementos nacionalistas, pero en otras armoniza la música afrocubana y el jazz con la serial y dodecafónica. A menudo se desenvuelve libremente en un cromatismo libre o en la música atonal; otras veces asocia la atonalidad al posromanticismo, la vanguardia y a elementos jazzísticos. No escatima el humor en ciertas composiciones. Se le considera poliestilístico porque no despreció influjo alguno. Componía música música de concierto y popular. En una ocasión expresó que su meta como compositor era lograr en la mayor verdad musical, sin encerrarse en determinada escuela o tendencia, su ideal estético musical.
Prefirió siempre la música de cámara sobre la orquestal. El 10 de marzo de 1983, en Radio Educación, aclaró que resulta fácil simular la mediocridad de una idea con cuerdas y percusiones; por el contrario, en los conjuntos de cámara no hay manera de simular: son pocos los instrumentos y, en consecuencia, la idea musical se percibe con mayor pureza. En su música llegó a utilizar la batería  y la llegó a alternar con piano e instrumentos de viento (de madera y de metal). Creó combinaciones originales, como en el trío Romance (1957) (piano, trombón de varas y flauta) o en Rapsodia Callejera (1956), para percusiones, saxofones, trompeta, piano, contrabajo y xilófono, con la que ganó un concurso. Llegó a emplear el pizzicato en el violonchelo, a la manera de un contrabajo de jazz.
Fue profesor de compositores como Federico Ibarra, Jorge Reyes, Ignacio Medrano o Eduardo Soto Millán, entre muchos otros. Formó el Círculo Disonus con sus alumnos de composición. Durante más de 30 años impartió Solfeo, Armonía, Canon y fuga, el Taller de composición, Contrapunto y Técnicas estructurales del siglo XX. Dio a conocer en México la técnica del dodecafonismo. Su labor pedagógica fue valorada por jóvenes compositores; sus conocimientos en materia de escalas abarcaron el Oriente y la música modal. También contribuyó a esclarecer los ejercicios de birritmia de Paul Hindemith, y aportó a sus clases birritmias que partían de lo simple a lo complicado.

## Muerte
Juan A. Rosado falleció el 27 de agosto de 1993 de cáncer. Un mes después, se le hizo un homenaje en la Sala Xochipilli de la Escuela Nacional de Música. Allí se tocaron varias obras suyas y se pronunciaron emotivos discursos.

## Estilo
Puede considerarse a Juan A. Rosado como un compositor poliestilístico. Utilizó por igual acordes tonales, por cuartas, con novena, undécima o treceava. Eligió los sonidos según el efecto armónico deseado y no el orden que imponía la serie. Esto último da una sensación de tonalidad cromática. Rosado nunca pretendió figurar en ninguna vanguardia musical, sino ceñirse siempre a una voluntad y deseo creativo muy personales. Escribió nocturnos, fugas, mazurkas, polkas, preludios, cánones, toccatas y variaciones para el piano; un preludio para guitarra; canciones y composiciones de cámara. Compuso un quinteto de saxofones, en el que se aprecia el influjo de los ritmos afroantillanos y de la música de jazz. En Tres piezas para flauta, violín y piano (1972) se manifiesta su dominio del dodecafonismo. Transmutaciones IV (1969) contiene flauta, piccolo, fagot, clarinete, violonchelo, piano, dos timbales, glockenspiel y percusiones, y Transmutaciones V, flauta, guitarra, percusiones, glockenspiel y contrabajo (1972). Su Fantasía sinfónica (1958-1959) para orquesta no ha sido aún tocada; la comedia musical, Rapsodia Potpourrí, cuyo libreto también fue suyo, quedó inconclusa. Además de la música afroantillana y el jazz, sus influencias más notorias fueron Igor Stravinsky, Béla Bartók y Arnold Schoenberg, entre otras muchas.

## Obras principales
En 2014, gracias a la compositora e investigadora mexicana Lucía Álvarez, quien obtuvo el apoyo del Programa de Apoyo a Proyectos de Investigación e Innovación Tecnológica (PAPIIT), pudieron editarse profesionalmente un catálogo de la obra del Mtro. Rosado, así como un disco compacto doble con quince obras precedidas por un fragmento de entrevista.
Del Trío para flauta, fagot y piano (1963), solamente se conservaba un audio. La partitura original estaba y sigue perdida. Sin embargo, en el año 2022, el guitarrista clásico Jorge Ancheyta hizo una transcripción de dicha obra a partir del registro en audio. Gracias a lo anterior, se ha rescatado la partitura de esta interesante obra. 

### Obras para piano
- Fantasía en si mayor no. 1 (sobre un tema de Sibelius) (junio, 1948)
- Tres nocturnos (1949) I.- En re menor. II.- En fa menor. III.- En mi b menor (árabe)
- Ocho piezas para piano (1950) I.- Bailable en re (polka) II.- Vals en fa (Dulciana) III.- Bailable en do mayor (polka) IV.- Mazurka en sol mayor V.- Añoranza (canción puertorriqueña anónima) VI.- Vals allegro en do (vals petite) VII.- Mazurka en fa menor VIII.- Tarantella en sol (El autor no las agrupó con estos títulos. Se encuentran como piezas agrupadas sin título común)
- Seis piezas para piano  (1951) I.- Berceuse (sol b mayor) II.- Habanera (re menor) III.- Scherzo no. 1 (sol mayor) IV.- Scherzo no. 2 (do mayor) V.- Romanza y habanera (si menor) VI.- Danza lenta (mi b menor) (El autor no las agrupó con estos títulos. Se encuentran como piezas agrupadas sin título común)

- Cuatro preludios (1951)  I.- No. 1 (do # menor) II.- no. 2 (mi b menor): Lamentación. III.- no. 3 (re menor) IV.- no. 4 (sol mayor): ¡Despertar!

- Preludio y canon (julio, 1952)

- Introducción y toccata (septiembre-noviembre, 1952)

- Tres caprichos (1951-1952) I.- no. 1: en si menor. II.- no. 2: en do menor. III.- no. 3 (modal)

- Dos fugas (mayo-junio, 1953) I.- En fa menor (a tres voces). II.- En si b menor (a cuatro voces)
- Pequeña suite (1953. Revisión: 1960) I.- Danza de los saltarines. II.- Danza sincopada. III.- Danza oriental. IV.- Vals. V.- Romanza (excluida de la suite) (1953). VI.- ¡Fiesta! (excluida de la suite) (1953).
- Variaciones sobre temas populares (1954) I.- Sobre un tema de Haydn. II.- Sobre un tema popular mexicano. III.- Sobre una canción folklórica ("A la ermita")
- Hoja de álbum (febrero, 1957)
- Preludio (marzo, 1957)
- Introducción y fantasía sobre un tema de J.S. Bach  (marzo, 1958)
- Caricaturas mexicanas (noviembre, 1958) I.- Alegre y sentimental. II.- Viejos tiempos. III.- De parranda.
- Transmutaciones I (diciembre, 1958)
- Suite encadenada (junio-septiembre, 1960) I.- Jazzetto II.- Fantasía III.- Bacanal
- Invención a dos voces (febrero, 1961, Puerto Rico)
- Nocturno a la memoria de Debussy (junio, 1961)
- Transmutaciones II (julio, 1961)
- Vals (arreglo para piano del cuarteto de alientos para  flauta, oboe, clarinete y fagot) (enero, 1964)
- Sin título (abril, 1965) I.- Allegretto. II.- Lento. III.- Allegro festino.  (El autor la dejó sin título)
- Fuga melancólica (en la menor a tres voces) (1966)
- Mutaciones (1972) I.- No. 1 (octubre, 1972) II.- No. 2 (noviembre, 1972) III.- No. 3 (noviembre, 1972) IV.- No. 4 (diciembre, 1972)
- Remembranzas I.- Manhattan, 1948 (septiembre, 1974) II.- Afroantillana (julio, 1988)
- Cuatro invenciones  I.- No. 1, a dos voces (18 de octubre de 1977) II.- No. 2, a dos voces (mayo, 1985) III.- No. 3 (marzo, 1985) IV.- No. 4 (noviembre, 1985)
- Tarantella (mayo, 1979)

### Obras para dos pianos
- Fantasía romántica (para dos pianos) (1954)
- Rondó (para dos pianos) (marzo, 1984)

### Obras para piano a cuatro manos
- Divertimento VII (piano a 4 manos) (1967) I.- Obertura. II.- Jazzetto. III.- Vals. IV.- Fantasía

### Obras para guitarra sola
- Intimidad (preludio) (noviembre, 1960)

### Canciones
- El nido ausente (diciembre, 1959) (letra de Leopoldo Lugones)
- Llanto en mi corazón (enero, 1960) (letra: traducción de un poema de Paul Verlaine)
- Chismografía (marzo, 1960) (letra anónima)
- El retablo de la tarde (para soprano, contralto y piano) (febrero, 1962)
- Corrido de los fundadores (octubre, 1991) Música: Juan Antonio Rosado Rodríguez y Felipe Mario Kuri-Aldana. Letra: Armando Kuri-Aldana.

### Música de cámara
- Suite lírica (música ligera para cuarteto de cuerdas y piano) (1955) I.- Romanza. II.- Marcha. III.- Fiestas pueblerinas.
- Danza de los saltarines (arreglo para clarinete y piano) (agosto, 1957)
- Vals (de la pequeña suite para piano; arreglo para  saxofón y piano) (octubre, 1957)
- Suite contrastes (suite popular) (1957) (para clarinete, saxofón alto, trompeta y bugle, trombón tenor de varas, batería de jazz y piano) I.- Prólogo (solo de batería y el conjunto) II.- Elegía (clarinete y piano) III.- Vals (sax alto y piano) IV.- Leyenda (trombón y piano) V.- Marcha  (trompeta y el conjunto)
- Romance (para flauta, trombón y piano) (1957)
- Preludio y fantasía sobre un tema de J.S. Bach (adaptación para trombón y piano) (marzo, 1958)
- Divertimento I (Quinteto de alientos no. 1) (1959) I.- Scherzo. II.- Interludio. III.- Tropicana.
- Elegía (para clarinete y piano) (1960)
- Divertimento II (para flauta, violoncello y piano)  (1960)
- Cuarteto de cuerdas (inconcluso) (1960)
- Sonatina para clarinete y piano (1961)  I.- Allegro. II.- Largo. III.- Rondó.
- Divertimento III (para quinteto de saxofones)  (septiembre, 1962) I.- Jazzetto. II.- Nocturno. III.- Antillana. IV. Revoltillo.
- Divertimento IV (para flauta, violoncello y piano) (1963) I.- Jazzetto. II.- Leyenda. III.- Presto.
- Trío para flauta, fagot y piano (1963)
- Divertimento V (para cuarteto de alientos: flauta, oboe, clarinete y fagot) (1964)
- Divertimento VI (para flauta, clarinete y fagot)  (abril, 1965) I.- Diálogo (allegro moderato). II.- Evocación (adagio). III.- Tropicana (allegro vivace). IV.- Romance (andante cantabile). V.- Fuga en fa (allegro).
- Romance para violín y piano (1967)
- Introducción y allegro vivace en sol (para violín y piano) (mayo, 1967)
- Transmutaciones III (para flauta y piano) (enero, 1968) (obra integrada por los movimientos II y III de la Sonatina para flauta y piano)
- Sonatina para flauta y piano (enero, 1968). I.- Scherzo.  II.- Nocturno. III.- Transmutaciones.
- Transmutaciones IV  (para flauta y piccolo, clarinete, fagot, violoncello, dos timbales, glockenspiel, percusiones y piano) (octubre, 1969)
- Tres piezas para violoncello y piano  I.- Scherzando (marzo, 1970). II.- Adagio-scherzo (julio, 1986).  III.- Allegro vivace-Andante vivace (marzo, 1987)
- Sonatina para fagot y piano (basada en la pieza no. 1 (para violoncello y piano) (marzo, 1970).
- Tres piezas para flauta, violín y piano  (febrero-marzo, 1972)
- Transmutaciones V  (para flauta, guitarra, glockenspiel, percusiones y contrabajo) (1972)
- Transmutaciones II (1961) (arreglo para clarinete y piano: 1980)
- Divertimento VII (quinteto de alientos no. 2)  I.- Preámbulo (1985). II.- Fantasía (1967). III.- Vals (1964). IV.- Mutaciones (1967).
- Quinteto de alientos no. 3
- Introducción (para quinteto de alientos) (marzo, 1992)

### Ballet
- Rapsodia callejera (ballet) (1956) (para clarinete, saxofón alto, dos saxofones tenores, saxofón barítono, trompeta, contrabajo, piano, xilófono y percusiones)

### Obras para orquesta
- Concierto Fantasía (para dos pianos y orquesta) (1954) (Sólo se conservan las partes para piano)
- Fantasía sinfónica (1958-1959)
- Transmutaciones III (versión para orquesta, 1961) (inconcluso)
- Concierto para flauta y orquesta (inconcluso)
- Concierto para saxofón tenor y orquesta (inconcluso) (1983)

### Comedia musical
- Rapsodia Potpourrí (Libreto y música de Juan Antonio Rosado Rodríguez) 
  1. Preludio
  2. Yo quisiera
  3. Canción-bolero (1956)
  4. Bailable (instrumental) Reducción al piano.
  5. Te quiero como eres, Anacleta (mayo de 1987)
  6. ¡Imbécil! (Tango) (julio de 1981)
  7. ¡Pero que sea música! (rock moderato)
  8. ¡No quiero volverlo a ver! (enero de 1982)
  9. El volado (blues moderato) (mayo de 1987)
  10. La conocí en una noche azul (1956)
  11. Consejos (mayo de 1987)
  12. ¿Qué cometa pasaría? (habanera) (junio de 1987)
  13. Suspiros.
  14. Si tu quieres bailar conmigo (rock) (junio, 1987)
  15. Así es el amor (julio, 1981)
  16. ¿Jorge resucitó! (junio, 1987)
  17. Entre su vida y la mía (julio, 1983)
  18. ¿En qué momento? (canción lenta)
  19. ¿Me quiere o no me quiere? (blues) (junio, 1987)
  20. No sé qué me pasa (tropical -guaracha) (rumba en modo mixolidio) (octubre, 1981)
  21. Preludio (música de fondo que acompaña a J. Luis)
  22. Nada debe detenernos (marcha) (junio, 1987)
  23. Buenas noches oficial (rock lento) (1987)
  24. No existe edad (rumba) (julio, 1987)
  25. Estar sola me gusta (vals)
  26. Finale (canción -balada) (junio, 1987)
  27. José Luis y el taxista (mayo, 1988)

## Investigación
El Mtro. Rosado se recibió como Maestro en Composición a principios de 1962 en la Escuela Nacional de Música con una tesis llamada: La influencia africana en el folklore musical de Latinoamérica.